# Irréguliers de Baker Street
Pour les articles homonymes, voir BSI.
Les Irréguliers de Baker Street (Baker Street Irregulars ou BSI) sont un groupe de personnages de fiction créés par Arthur Conan Doyle qui apparaissent dans Les Aventures de Sherlock Holmes. Ils sont aussi traduits en français comme les « Francs-tireurs de Baker Street ».

## Les Irréguliers
Les Irréguliers interviennent dans plusieurs romans et nouvelles mettant en scène Sherlock Holmes. Il s'agit d'un groupe de gamins des rues qui vivent dans les alentours de Baker Street. Ils secondent parfois Holmes dans ses enquêtes en se rendant un peu partout dans Londres, en posant des questions, en espionnant les suspects. Leur chef se nomme Wiggins. Holmes rémunère leurs services au tarif d'un shilling par jour (plus les frais) et leur alloue une guinée (soit 21 shillings) pour toute découverte importante. Ils apparaissent pour la première fois dans Une étude en rouge (1887).

## Postérité

### Le SOE
Pendant la Seconde Guerre mondiale, le SOE (Special Operations Executive) mis en place par Winston Churchill pour soutenir les réseaux de résistance dans l'Europe occupée avait son quartier général au 64, Baker Street, et les agents de ce service étaient surnommés les « Irréguliers de Baker Street » en référence aux personnages de Conan Doyle.

### Les admirateurs de Holmes
En 1934, Christopher Morley, directeur des éditions américaines Doubleday, fonda une société d'admirateurs du détective britannique, nommés les « Baker Street Irregulars » (BSI). Parmi ces « Irregulars », on peut citer plusieurs romanciers, critiques, mathématiciens, comédiens ou sportifs : August Derleth, John Gardner, Rex Stout, Poul Anderson, Isaac Asimov, Neil Gaiman, Banesh Hoffmann, Jean-Pierre Cagnat et Curtis Armstrong. Parmi les « Irregulars » à titre honoraire se trouvaient les présidents Franklin Delano Roosevelt et Harry Truman. 
L'association se donne pour mission de respecter les principes holmésiens. Elle poursuit toujours ses activités et organise chaque année, au mois de janvier, une assemblée à New York.

### Les Irréguliers de Reichenbach
La Société Sherlock Holmes de Suisse (der Schweizer Sherlock Holmes-Gesellschaft) a pour nom Les Irréguliers de Reichenbach  (the Reichenbach Irregulars), en référence à la fois aux Irréguliers de Baker Street et aux chutes du Reichenbach (Reichenbachfall), lieu du duel final entre Sherlock Holmes et le professeur Moriarty.

### Œuvres inspirées par les Irréguliers

#### Littérature
Les Irréguliers sont les personnages principaux de la série Sherlock Holmes et associés en deux romans publiés en 2008 par Tracy Mack et Michael Citrin, L'affaire Zalindas (titre original : Sherlock Holmes and the Baker Street Irregulars : The Fall of the Amazing Zalindas) et Le jeu des illusions parus en français au Livre de Poche Jeunesse.
La série romanesque Wiggins de Béatrice Nicodème est constitué de romans policiers pour la jeunesse où Wiggins mène des enquêtes avec l'aide de Sherlock Holmes ("Wiggins et le perroquet muet" (1993), "Wiggins et la ligne chocolat" (1995)...).
Dans la série de romans policiers pour la jeunesse La jeunesse de Sherlock Holmes de Shane Peacock, parue depuis 2008, une bande d'Irréguliers sous les ordres de Maléfactor prête main-forte à un Sherlock Holmes adolescent pour sa première enquête.

#### Bande dessinée
La série de bande dessinée Les Quatre de Baker Street met en scène un trio de gamins des rues aidant Sherlock Holmes dans ses enquêtes. Un des personnages explique qu'avant ils étaient toute une bande, mais qu'ils sont tous partis, qu'ensuite un Irrégulier (en fait, Wiggins) se prenait pour le chef, puis est parti, ne laissant que Black Tom, Charlotte et Billy Fletcher.

#### Télévision
Les Irréguliers de Baker Street apparaissent dans la série d'animation Sherlock Holmes in the 22nd Century, mais sous les traits d'adolescents, c'est-à-dire sans doute un peu plus âgés que dans le canon holmésien.
Deux séries télévisées de la BBC ont donné un rôle de premier plan aux Irréguliers : The Baker Street Boys (1983) et Sherlock Holmes and the Baker Street Irregulars (2007).
Dans la série télévisée Sherlock de la BBC, se déroulant au XXIe siècle, les Irréguliers sont des sans-abris quadrillant les bas-fonds de Londres, toujours pour le compte de Sherlock Holmes.
Dans la série télévisée Les Irréguliers de Baker Street (The Irregulars, 2021), les Irréguliers y sont des personnages principaux.

#### Jeux de société
La série de bande dessinée Les Quatre de Baker Street (voir plus haut) a elle-même été adaptée en jeu de rôle sur table par ses auteurs. Le jeu est paru chez Vent d'Ouest en 2013.
Le jeu de société Sherlock Holmes détective conseil propose au joueur d'incarner Wiggins et ses Irréguliers.